# Ярославская агломерация
Яросла́вская агломера́ция — городская агломерация моноцентрического типа с центром в городе Ярославле, которая в свою очередь является ядром полицентрической Ярославско-Рыбинской агломерации.

## Состав
В состав Ярославской агломерации входят 5 муниципальных образований Ярославской области: городской округ Ярославль, а также Гаврилов-Ямский, Ростовский, Тутаевский и Ярославский муниципальные районы общей площадью 6774,74 км².
| МО                    | Площадь, км² | Население, чел. (2024) | Плотность, чел./км² |
| --------------------- | ------------ | ---------------------- | ------------------- |
| Ярославль             | 205,8        | 567 443                | 2757,25             |
| Гаврилов-Ямский район | 1120,19      | 23 809                 | 21,25               |
| Ростовский район      | 2081,82      | 57 986                 | 27,85               |
| Тутаевский район      | 1451,65      | 52 373                 | 36,08               |
| Ярославский район     | 1915,28      | 72 442                 | 37,82               |
| Итого                 | 6774,74      | 774 053                | 114,26              |

## История
Агломерация ранее имела площадь более 6,8 тыс. км², в состав которой входило 30 муниципальных образований, в том числе 2 городских округа (города Ярославль и Рыбинск) и 3 муниципальных района (Рыбинский, Тутаевский, Ярославский), в границах которых расположены 4 городских (1 город Тутаев и 3 рабочих поселка Константиновский, Красные Ткачи, Лесная Поляна) и 21 сельское поселение. Перепись населения 2010 года показала наличие 0,93 млн жителей на указанной территории (площадь в документе регионального планирования была оценена в 6,8 тыс. км²).
Согласно принятой в 2011 году «Концепции комплексного инвестиционного проекта развития Ярославской агломерации», в неё были включены также Ростовский и Гаврилов-Ямский районы, при этом численность населения агломерации становилась 1,03 млн жителей.
В связи с отдалённостью Рыбинска от Ярославля в рамках развития дорожной сети региона в правительстве Ярославской области в 2017 году решили выделить отдельную Рыбинскую агломерацию, включившую город Рыбинск и Рыбинский район; однако в источниках её продолжили рассматривать в том числе в совокупности с Ярославской как Ярославско-Рыбинскую агломерацию.

## Идеи Ярославско-Костромской и Верхневолжской агломераций
Иногда, ввиду близости и транспортной доступности инорегиональной Костромы, расширяли до Ярославско-Костромской агломерации с включением областного центра и прилегающих районов Костромской области, что доводило численность населения такой конурбации до 1,3—1,4 млн жителей. Есть также утверждения о формирующейся 2-миллионной Верхневолжской (Верхне-Волжской) агломерации-конурбации в составе областных центров Ярославль, Кострома и Иваново.